# Ascenso de Fútbol Femenino Profesional de Ecuador 2022
El «Ascenso Nacional Femenino 2022» fue la segunda edición del Ascenso de Fútbol Femenino Profesional de Ecuador, este torneo fue organizado por CONFA, la Comisión Nacional de Fútbol Aficionado, en conjunto con la Federación Ecuatoriana de Fútbol con el objetivo de buscar los 2 equipos ascendidos a la Súperliga Femenina 2023.

## Sistema de Campeonato
El formato para el torneo del Ascenso Nacional Femenino 2022 fue ratificado por parte del Comité Ejecutivo Ampliado de la FEF, tradicional formato de eliminación directa estilo play-off ida y vuelta de 16 equipos de los cuales clasificaron mediante la siguiente manera:
| N.° | Torneo                                                        | Clubes | Cupos |
| --- | ------------------------------------------------------------- | ------ | ----- |
| 1   | Liga Amateur                                                  | 24     | 5     |
| 2   | [[Archivo:\|20x20px\|border\|Bandera de Pichincha]] Pichincha | 10     | 4     |
| 3   | Cañar                                                         | 4      | 2     |
| 4   | Azuay                                                         | 4      | 2     |
| 5   | Guayas                                                        | 4      | 2     |
| 6   | Cotopaxi                                                      | 3      | 1     |

## Equipos clasificados
| Torneo                                                                | Equipo | Vía de clasificación |
| --------------------------------------------------------------------- | --- | --- |
| Liga Amateur 5 cupos                                                  | Bonita Banana Sporting Club Ñusta Fútbol Club Deportivo Santo Domingo Fútbol Club Don Pancho [[Archivo:\|20x20px\|border\|Bandera de Pichincha]] Club Deportivo Academia Sport JC | Campeón de la Liga de Fútbol Amateur Femenina 2022 Subcampeón de la Liga de Fútbol Amateur Femenina 2022 3.° puesto de la Liga de Fútbol Amateur Femenina 2022 4.° puesto de la Liga de Fútbol Amateur Femenina 2022 5° puesto de la Liga de Fútbol Amateur Femenina 2022 |
| Azuay 2 cupos                                                         | Cuenca Fútbol Club Santa Ana Sporting Club | Campeón del Campeonato Provincial Femenino de Azuay 2022 Subcampeón del Campeonato Provincial Femenino de Azuay 2022 |
| Cañar 2 cupos                                                         | Club Deportivo Profesional Canteros La Troncal Unida Fútbol Club | Campeón del Campeonato Provincial Femenino de Cañar 2022 Subcampeón del Campeonato Provincial Femenino de Cañar 2022 |
| Cotopaxi 1 cupo                                                       | Club Deportivo Alianza San Felipe | Campeón del Campeonato Provincial Femenino de Cotopaxi 2022 |
| Guayas 2 cupos                                                        | 9 de Octubre Fútbol Club Club Sport Patria Femenino | Campeón del Campeonato Provincial Femenino de Guayas 2022 Subcampeón del Campeonato Provincial Femenino de Guayas 2022 |
| [[Archivo:\|20x20px\|border\|Bandera de Pichincha]] Pichincha 4 cupos | Fútbol Club Sandino Sociedad Deportiva Aucas Club Cumbayá Spirit Quiteñas Fútbol Club                                                                                             | Campeón del Campeonato Provincial Femenino de Pichincha 2021 3.° puesto del Campeonato Provincial Femenino de Pichincha 2021 4.° puesto del Campeonato Provincial Femenino de Pichincha 2021 5.° puesto del Campeonato Provincial Femenino de Pichincha 2021              |

## Fase Final
El cuadro final lo disputan los 16 equipos clasificados de las Asociaciones Provinciales, se emparejaron desde la ronda de octavos de final. La conformación de las llaves se realizó por parte del Departamento de Competiciones de la FEF el 24 de octubre de 2022.
|  | Octavos de final                                                   | Octavos de final                 | Octavos de final                                            | Octavos de final                 |   |                                                                    | Cuartos de final      | Cuartos de final      | Cuartos de final      | Cuartos de final      |  |               | Semifinales                       | Semifinales                       | Semifinales                       | Semifinales                       |  |       | Final           | Final           |  |
|  | 28 de octubre al 10 de noviembre                                   | 28 de octubre al 10 de noviembre | 28 de octubre al 10 de noviembre                            | 28 de octubre al 10 de noviembre |   |                                                                    | 12 al 19 de noviembre | 12 al 19 de noviembre | 12 al 19 de noviembre | 12 al 19 de noviembre |  |               | 26 de noviembre al 4 de diciembre | 26 de noviembre al 4 de diciembre | 26 de noviembre al 4 de diciembre | 26 de noviembre al 4 de diciembre |  |       | 10 de diciembre | 10 de diciembre |  |
|  |                                                                    |                                  |                                                             |                                  |   |                                                                    |                       |                       |                       |                       |  |               |                                   |                                   |                                   |                                   |  |       |                 |                 |  |
|  |                                                                    |                                  |                                                             |                                  |   |                                                                    |                       |                       |                       |                       |  |               |                                   |                                   |                                   |                                   |  |       |                 |                 |  |
|  | Bonita Banana                                                      | 1                                | 2                                                           | 3 (4)                            |   |                                                                    |                       |                       |                       |                       |  |               |                                   |                                   |                                   |                                   |  |       |                 |                 |  |
|  | Bonita Banana                                                      | 1                                | 2                                                           | 3 (4)                            |   |                                                                    |                       |                       |                       |                       |  |               |                                   |                                   |                                   |                                   |  |       |                 |                 |  |
|  | Cuenca                                                             | 0                                | 3                                                           | 3 (3)                            |   |                                                                    |                       |                       |                       |                       |  |               |                                   |                                   |                                   |                                   |  |       |                 |                 |  |
|  | Cuenca                                                             | 0                                | 3                                                           | 3 (3)                            |   | Bonita Banana                                                      | 2                     | 4                     | 6                     |                       |  |               |                                   |                                   |                                   |                                   |  |       |                 |                 |  |
|  |                                                                    |                                  |                                                             |                                  |   | Bonita Banana                                                      | 2                     | 4                     | 6                     |                       |  |               |                                   |                                   |                                   |                                   |  |       |                 |                 |  |
|  |                                                                    |                                  | [[Archivo:\|20x20px\|border\|Bandera de Pichincha]] Sandino | 1                                | 0 | 1                                                                  |                       |                       |                       |                       |  |               |                                   |                                   |                                   |                                   |  |       |                 |                 |  |
|  | Canteros                                                           | 1                                | [[Archivo:\|20x20px\|border\|Bandera de Pichincha]] Sandino | 1                                | 0 | 1                                                                  | 0                     | 1                     |                       |                       |  |               |                                   |                                   |                                   |                                   |  |       |                 |                 |  |
|  | Canteros                                                           | 1                                |                                                             |                                  |   |                                                                    |                       |                       |                       |                       |  |               |                                   |                                   |                                   |                                   |  |       |                 |                 |  |
|  | [[Archivo:\|20x20px\|border\|Bandera de Pichincha]] Sandino        | 3                                | 3                                                           | 6                                |   |                                                                    |                       |                       |                       |                       |  |               |                                   |                                   |                                   |                                   |  |       |                 |                 |  |
|  | [[Archivo:\|20x20px\|border\|Bandera de Pichincha]] Sandino        | 3                                | 3                                                           | 6                                |   |                                                                    |                       |                       |                       |                       |  | Bonita Banana | 0                                 | 1                                 | 1                                 |                                   |  |       |                 |                 |  |
|  |                                                                    |                                  |                                                             |                                  |   |                                                                    |                       |                       |                       |                       |  | Bonita Banana | 0                                 | 1                                 | 1                                 |                                   |  |       |                 |                 |  |
|  |                                                                    |                                  | Ñusta                                                       | 2                                | 0 | 2                                                                  |                       |                       |                       |                       |  |               |                                   |                                   |                                   |                                   |  |       |                 |                 |  |
|  | Santa Ana                                                          | 0                                | Ñusta                                                       | 2                                | 0 | 2                                                                  | 0                     | 0                     |                       |                       |  |               |                                   |                                   |                                   |                                   |  |       |                 |                 |  |
|  | Santa Ana                                                          | 0                                |                                                             |                                  |   |                                                                    |                       |                       |                       |                       |  |               |                                   |                                   |                                   |                                   |  |       |                 |                 |  |
|  | [[Archivo:\|20x20px\|border\|Bandera de Pichincha]] Cumbayá Spirit | 4                                | 6                                                           | 10                               |   |                                                                    |                       |                       |                       |                       |  |               |                                   |                                   |                                   |                                   |  |       |                 |                 |  |
|  | [[Archivo:\|20x20px\|border\|Bandera de Pichincha]] Cumbayá Spirit | 4                                | 6                                                           | 10                               |   | [[Archivo:\|20x20px\|border\|Bandera de Pichincha]] Cumbayá Spirit | 0                     | 0                     | 0                     |                       |  |               |                                   |                                   |                                   |                                   |  |       |                 |                 |  |
|  |                                                                    |                                  |                                                             |                                  |   | [[Archivo:\|20x20px\|border\|Bandera de Pichincha]] Cumbayá Spirit | 0                     | 0                     | 0                     |                       |  |               |                                   |                                   |                                   |                                   |  |       |                 |                 |  |
|  |                                                                    |                                  | Ñusta                                                       | 1                                | 2 | 3                                                                  |                       |                       |                       |                       |  |               |                                   |                                   |                                   |                                   |  |       |                 |                 |  |
|  | [[Archivo:\|20x20px\|border\|Bandera de Pichincha]] Quiteñas       | 1                                | Ñusta                                                       | 1                                | 2 | 3                                                                  | 1                     | 2 (3)                 |                       |                       |  |               |                                   |                                   |                                   |                                   |  |       |                 |                 |  |
|  | [[Archivo:\|20x20px\|border\|Bandera de Pichincha]] Quiteñas       | 1                                |                                                             |                                  |   |                                                                    |                       |                       |                       |                       |  |               |                                   |                                   |                                   |                                   |  |       |                 |                 |  |
|  | Ñusta                                                              | 1                                | 1                                                           | 2 (4)                            |   |                                                                    |                       |                       |                       |                       |  |               |                                   |                                   |                                   |                                   |  |       |                 |                 |  |
|  | Ñusta                                                              | 1                                | 1                                                           | 2 (4)                            |   |                                                                    |                       |                       |                       |                       |  |               |                                   |                                   |                                   |                                   |  | Ñusta | 1               |                 |  |
|  |                                                                    |                                  |                                                             |                                  |   |                                                                    |                       |                       |                       |                       |  |               |                                   |                                   |                                   |                                   |  | Ñusta | 1               |                 |  |
|  |                                                                    |                                  | Patria                                                      | 2                                |   |                                                                    |                       |                       |                       |                       |  |               |                                   |                                   |                                   |                                   |  |       |                 |                 |  |
|  | Deportivo Santo Domingo                                            | 3                                | Patria                                                      | 2                                | 4 | 7                                                                  |                       |                       |                       |                       |  |               |                                   |                                   |                                   |                                   |  |       |                 |                 |  |
|  | Deportivo Santo Domingo                                            | 3                                |                                                             |                                  |   |                                                                    |                       |                       |                       |                       |  |               |                                   |                                   |                                   |                                   |  |       |                 |                 |  |
|  | La Troncal Unida                                                   | 0                                | 0                                                           | 0                                |   |                                                                    |                       |                       |                       |                       |  |               |                                   |                                   |                                   |                                   |  |       |                 |                 |  |
|  | La Troncal Unida                                                   | 0                                | 0                                                           | 0                                |   | Deportivo Santo Domingo                                            | 1                     | 3                     | 3                     |                       |  |               |                                   |                                   |                                   |                                   |  |       |                 |                 |  |
|  |                                                                    |                                  |                                                             |                                  |   | Deportivo Santo Domingo                                            | 1                     | 3                     | 3                     |                       |  |               |                                   |                                   |                                   |                                   |  |       |                 |                 |  |
|  |                                                                    |                                  | 9 de Octubre                                                | 1                                | 3 | 4                                                                  |                       |                       |                       |                       |  |               |                                   |                                   |                                   |                                   |  |       |                 |                 |  |
|  | Alianza San Felipe                                                 | 0                                | 9 de Octubre                                                | 1                                | 3 | 4                                                                  | 0                     | 0                     |                       |                       |  |               |                                   |                                   |                                   |                                   |  |       |                 |                 |  |
|  | Alianza San Felipe                                                 | 0                                |                                                             |                                  |   |                                                                    |                       |                       |                       |                       |  |               |                                   |                                   |                                   |                                   |  |       |                 |                 |  |
|  | 9 de Octubre                                                       | 8                                | 3                                                           | 11                               |   |                                                                    |                       |                       |                       |                       |  |               |                                   |                                   |                                   |                                   |  |       |                 |                 |  |
|  | 9 de Octubre                                                       | 8                                | 3                                                           | 11                               |   |                                                                    |                       |                       |                       |                       |  | 9 de Octubre  | 2                                 | 2                                 | 4                                 |                                   |  |       |                 |                 |  |
|  |                                                                    |                                  |                                                             |                                  |   |                                                                    |                       |                       |                       |                       |  | 9 de Octubre  | 2                                 | 2                                 | 4                                 |                                   |  |       |                 |                 |  |
|  |                                                                    |                                  | Patria                                                      | 4                                | 1 | 5                                                                  |                       |                       |                       |                       |  |               |                                   |                                   |                                   |                                   |  |       |                 |                 |  |
|  | Don Pancho                                                         | 2                                | Patria                                                      | 4                                | 1 | 5                                                                  | 1                     | 3                     |                       |                       |  |               |                                   |                                   |                                   |                                   |  |       |                 |                 |  |
|  | Don Pancho                                                         | 2                                |                                                             |                                  |   |                                                                    |                       |                       |                       |                       |  |               |                                   |                                   |                                   |                                   |  |       |                 |                 |  |
|  | [[Archivo:\|20x20px\|border\|Bandera de Pichincha]] Aucas          | 0                                | 0                                                           | 0                                |   |                                                                    |                       |                       |                       |                       |  |               |                                   |                                   |                                   |                                   |  |       |                 |                 |  |
|  | [[Archivo:\|20x20px\|border\|Bandera de Pichincha]] Aucas          | 0                                | 0                                                           | 0                                |   | Don Pancho                                                         | 0                     | 3                     | 3                     |                       |  |               |                                   |                                   |                                   |                                   |  |       |                 |                 |  |
|  |                                                                    |                                  |                                                             |                                  |   | Don Pancho                                                         | 0                     | 3                     | 3                     |                       |  |               |                                   |                                   |                                   |                                   |  |       |                 |                 |  |
|  |                                                                    |                                  | Patria                                                      | 4                                | 4 | 8                                                                  |                       |                       |                       |                       |  |               |                                   |                                   |                                   |                                   |  |       |                 |                 |  |
|  | [[Archivo:\|20x20px\|border\|Bandera de Pichincha]] Sport JC       | 1                                | Patria                                                      | 4                                | 4 | 8                                                                  | 2                     | 3                     |                       |                       |  |               |                                   |                                   |                                   |                                   |  |       |                 |                 |  |
|  | [[Archivo:\|20x20px\|border\|Bandera de Pichincha]] Sport JC       | 1                                |                                                             |                                  |   |                                                                    |                       |                       |                       |                       |  |               |                                   |                                   |                                   |                                   |  |       |                 |                 |  |
|  | Patria                                                             | 2                                | 4                                                           | 6                                |   |                                                                    |                       |                       |                       |                       |  |               |                                   |                                   |                                   |                                   |  |       |                 |                 |  |
|  | Patria                                                             | 2                                | 4                                                           | 6                                |   |                                                                    |                       |                       |                       |                       |  |               |                                   |                                   |                                   |                                   |  |       |                 |                 |  |
|  |                                                                    |                                  |                                                             |                                  |   |                                                                    |                       |                       |                       |                       |  |               |                                   |                                   |                                   |                                   |  |       |                 |                 |  |

### Octavos de final
| Fechas                                  | Local en la ida         | Global         | Local en la vuelta | Ida   | Vuelta | Llave |
| --------------------------------------- | ----------------------- | -------------- | ------------------ | ----- | ------ | ----- |
| 29 de octubre y 5 de noviembre de 2022  | Bonita Banana           | 3 - 3 (4:3 p.) | Cuenca             | 1 - 0 | 2 - 3  | O1    |
| 30 de octubre y 5 de noviembre de 2022  | Canteros                | 1 - 6          | Sandino            | 1 - 3 | 0 - 3  | O2    |
| 1 y 6 de noviembre de 2022              | Deportivo Santo Domingo | 7 - 0          | La Troncal Unida   | 3 - 0 | 4 - 0  | O3    |
| 29 de octubre y 10 de noviembre de 2022 | Alianza San Felipe      | 0 - 11         | 9 de Octubre       | 0 - 8 | 0 - 3  | O4    |
| 30 de octubre y 7 de noviembre de 2022  | Santa Ana               | 0 - 10         | Cumbayá Spirit     | 0 - 4 | 0 - 6  | O5    |
| 28 de octubre y 5 de noviembre de 2022  | Quiteñas                | 2 - 2 (3:4 p.) | Ñusta              | 1 - 1 | 1 - 1  | O6    |
| 29 de octubre y 5 de noviembre de 2022  | Don Pancho              | 3 - 0          | Aucas              | 2 - 0 | 1 - 0  | O7    |
| 29 de octubre y 10 de noviembre de 2022 | Sport Jc                | 3 - 6          | Patria             | 1 - 2 | 2 - 4  | O8    |

### Cuartos de final
| Fechas                       | Local en la ida         | Global | Local en la vuelta | Ida   | Vuelta | Llave |
| ---------------------------- | ----------------------- | ------ | ------------------ | ----- | ------ | ----- |
| 12 y 19 de noviembre de 2022 | Bonita Banana           | 6 - 1  | Sandino            | 2 - 1 | 4 - 0  | C1    |
| 12 y 19 de noviembre de 2022 | Cumbayá Spirit          | 0 - 3  | Ñusta              | 0 - 1 | 0 - 2  | C2    |
| 13 y 19 de noviembre de 2022 | Deportivo Santo Domingo | 3 - 4  | 9 de Octubre       | 1 - 1 | 2 - 3  | C3    |
| 13 y 19 de noviembre de 2022 | Don Pancho              | 3 - 8  | Patria             | 0 - 4 | 3 - 4  | C4    |

### Semifinales
| Fechas                                   | Local en la ida | Global | Local en la vuelta | Ida   | Vuelta | Llave |
| ---------------------------------------- | --------------- | ------ | ------------------ | ----- | ------ | ----- |
| 26 de noviembre y 3 de diciembre de 2022 | Bonita Banana   | 1 - 2  | Ñusta              | 0 - 2 | 1 - 0  | S1    |
| 26 de noviembre y 3 de diciembre de 2022 | 9 de Octubre    | 4 - 5  | Patria             | 2 - 4 | 2 - 1  | S2    |

### Final
El partido final lo disputaron los 2 equipos clasificados de las semifinales. Se enfrentaron el 10 de diciembre de 2022 a partido único en el Complejo AFO de la ciudad de Machala, el ganador se consagró campeón.
| Fecha           | Estadio      | Equipo 1 | Resultado | Equipo 2 |
| --------------- | ------------ | -------- | --------- | -------- |
| 10 de diciembre | Complejo AFO | Ñusta    | 1 - 2     | Patria   |

#### Campeón
| Bandera de Guayaquil                                                                                                   |
| Club Sport Patria 1.er título Ascendió a la Súperliga Femenina de Ecuador 2023 También ascendió Ñusta como subcampeón. |